# ستيف هندرسون
ستيف هندرسون (24 سبتمبر 1958 في المملكة المتحدة - ) (بالإنجليزية: Steve Henderson)‏ هو لاعب كريكت بريطاني. لعب مع نادي مقاطعة ورسسترشاير للكريكيت ‏ ونادي مقاطعة غلاموركن للكريكت ‏ ونادي جامعة كامبريدج للكريكيت ‏.

## وصلات خارجية
- ستيف هندرسون على موقع إي آس بي آن كريك إنفو (الإنجليزية)